# どんぐりポスト
どんぐりポストとは、ドングリを集めるために設置するポスト（投入箱）のことである。主にドングリを飼料として用いる動物園などの飼育施設においてみられる。このポストは木材などで即興で製作される。ドングリを集める箱を「どんぐりBOX」、稀にどんぐり募金 などと呼ぶ施設もある。

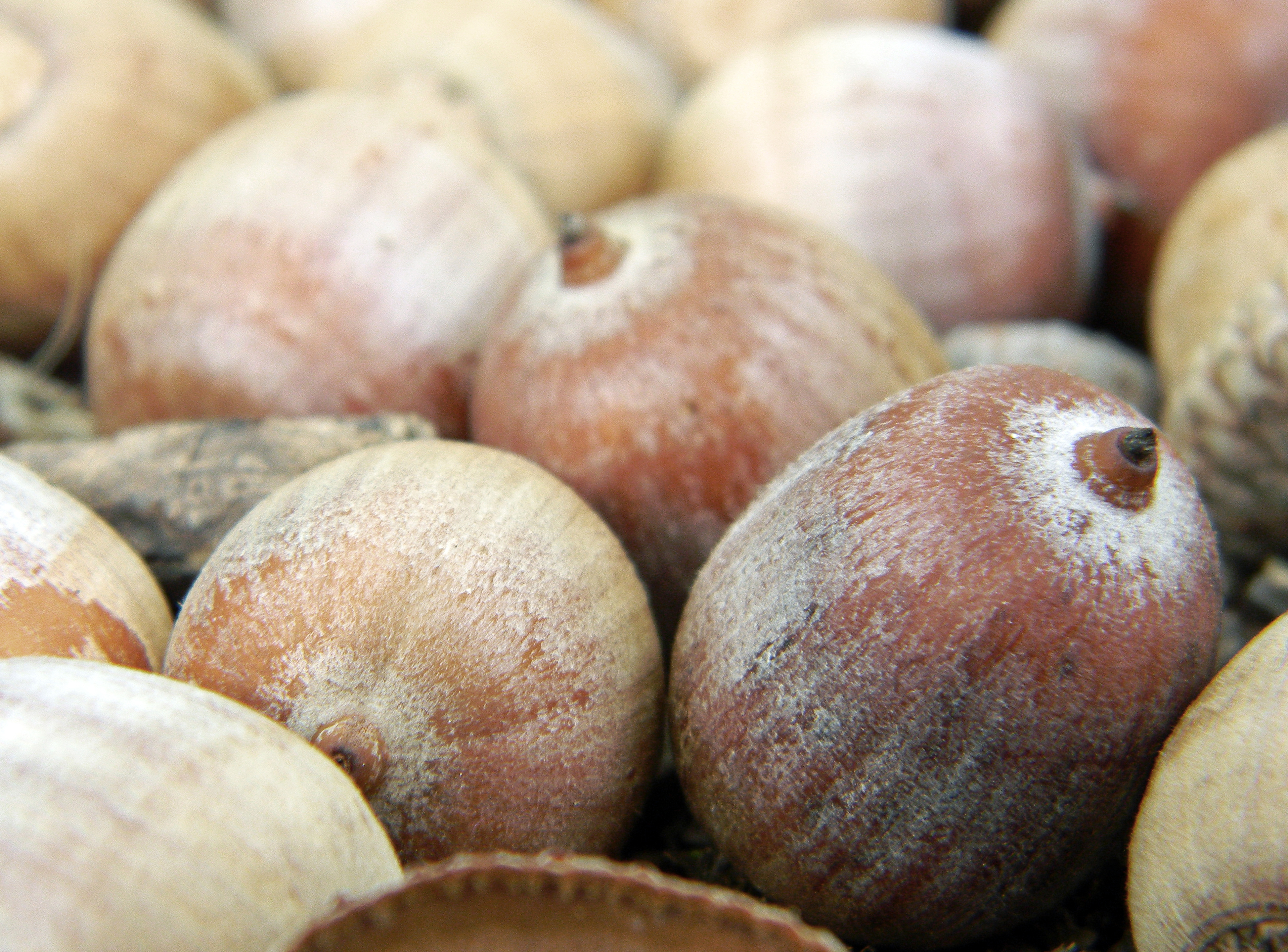
ドングリ

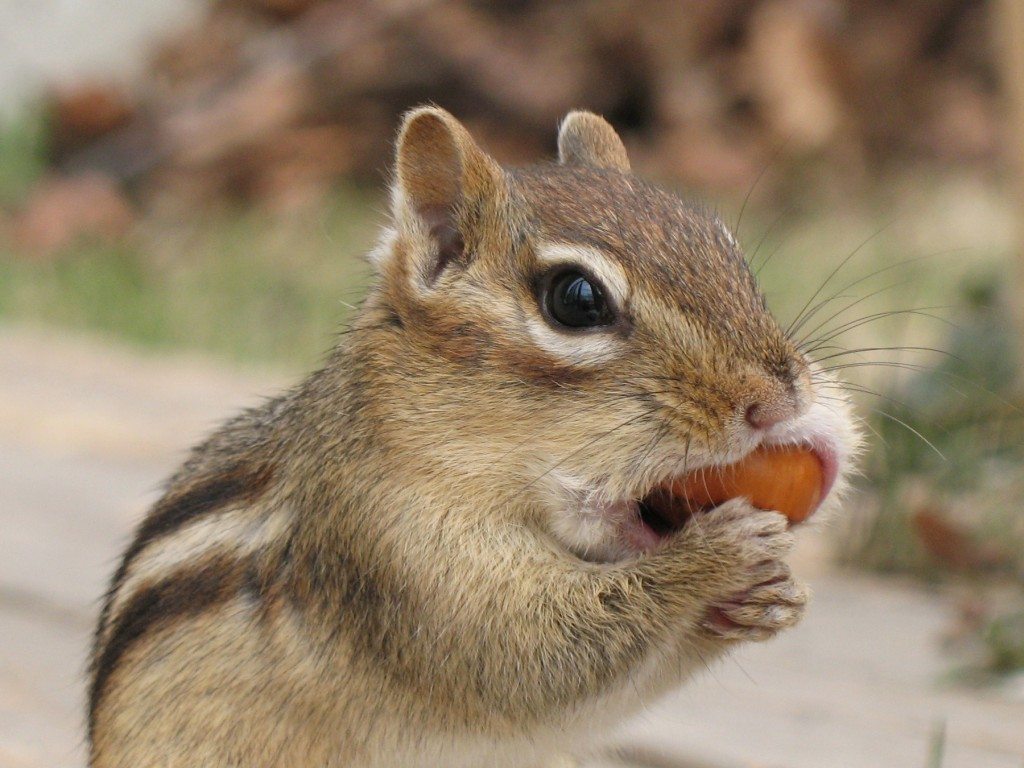
ドングリを口に入れるシマリス

どんぐりポストを設置する動機は、展示動物へのドングリの寄付が絶えないためであったり、職員がドングリを多量に集めるのが困難であったり、あるいは、野生に近い餌を与えたいという動物福祉の向上が目的にあったり、または、入園者が勝手に展示動物にドングリを与え、その結果の栄養の偏りや肥満などの病気を防ぐという動機 などがある。ドングリポストの利点は、飼育施設の判断で適量のドングリを与えられるということや、子供であってもドングリ拾いに参加できること などがある。
どんぐり集めは、動物園によっては各地からドングリが届けられ、年間1トンを超すこともある。
2013年には、ラトビア共和国のリガ動物園が、学校に呼びかけて動物の飼料にドングリを募集したところ8トン以上のドングリが集まったという。
2013年には、モスクワ動物園で飼育している猿のためにドングリを集めるようお願いが出された。
ドングリを与える動物は、フサオマキザル などのサル以外に、ホンドリス などのリスや、ヒグマ、ニホンツキノワグマ、ニホンジカ、イノシシ、ミニブタ、アナグマ、タヌキ、アライグマ、ビーバー、ヤマアラシ、モモンガ、ネズミ、オシドリ などがあげられる。
ある施設では、ドングリを拾ってくる際の配慮に、山や公園、庭のドングリはその場所を利用する動物の食べ物と考えられるのでこれを取らず、ドングリを募集する場所に落ちているドングリを集めるよう呼びかける。そういった施設内にはクヌギやカシなどドングリが収穫できる樹木が植えられている。
また、動物飼育施設によっては、ドングリを与える際に運動場（放飼場）にばら撒いて探させたり、箱に入れて知恵を出させて取り出させたり、動物の退屈な時間が少なくなるような配慮をしている。
ドングリの植物種によってはタンニンを多量に含む場合があり、動物に有害な場合がある。アカネズミの実験では、タンニンを多量に含むミズナラを飼料として与えたアカネズミが多数死亡する結果や、ミズナラやコナラを与えた個体群の体重が減少したという結果が得られている。
また、ドングリが好きなイメージのあるリスは、ブナやスダジイ、ツブラジイ、マテバシイなどを好んで食し、カシやナラなどのドングリはタンニンが多いためか、人気が無いという。
なお、逓信総合博物館（ていぱーく）の展示物である木の形をした郵便ポストを通称「どんぐりポスト」という。

## 主な施設
設置した実績のある施設やドングリを募集する施設。
- 須坂市動物園（長野県）
- 大宮公園小動物園（さいたま市）
- 富山市ファミリーパーク
- 久留米市鳥類センター（福岡県）
- 野毛山動物園（横浜市）
- 伊豆アニマルキングダム（静岡県）
- のぼりべつクマ牧場（北海道）
- 高知県立のいち動物公園
- 姫路市立動物園
- みさき公園（大阪府）
- 渋川動物公園（岡山県）
- 市民の森 リスの家（さいたま市）